# Microtan 65
Microtan 65 var en 6502-baserad enkortsdator från Tangerine Computer Systems. Datorn började säljas 1979 och kunde expanderas till ett relativt kraftfullt system för sin tid. Designen blev senare grunden för de efterföljande datorerna Oric-1, Oric Atmos och efterföljande datorer. I samtliga dessa kunde man se rötter från Microtan 65. Även om I/O-detaljer som minnesadressering varierar mellan datorerna så är funktioner som tangentbordsadressering och I/O för magnetband samma som för Microtan 65.
Microtan 65 kom flera år före 80-talets hemdatorboom. Den var avsedd att vara en mångsidig mikrodator som skulle kunna användas i laborationssyfte, för OEM-konstruktioner och av hemdatorentusiaster. Den designades speciellt för att kunna byggas ut till att bli just det system som användaren önskade, oavsett om detta var ett avancerat styrsystem, ett verktyg för laboration och lärande eller för allmän datoranvändning.
I grundutförande hade Microtan 65 bara 1 kB RAM och ett litet hexadecimalt tangentbord. På grund av det lilla minnet var det inte möjligt att köra BASIC. För programinmatning fanns en maskinkodsmonitor (TANBUG) i ROM, vilken gjorde det möjligt att mata in program i maskinkod. Det fanns i grundutförande ej heller något sätt att spara sina program, då bandkontroller var tillbehör. Maskinen kunde utökas med det den saknade i grundutförande och på så sätt bli en mer komplett dator.
För att underlätta felsökning i program så hade Microtan 65 en kraftfull stegfunktion på hårdvarunivå. Datorn fanns att köpa som färdigbyggda kretskort eller som ett kit bestående av kretskort och komponenter som kunden själv fick löda samman.